# ينس سورينسن
ينس سورينسن هو دراج دنماركي، ولد في 4 أبريل 1941 في كوبنهاغن في الدنمارك.

## وصلات خارجية
- ينس سورينسن على موقع أرشيف الدراجات (الإنجليزية)
- ينس سورينسن على موقع إحصائيات الدراجات الإحترافية (الإنجليزية)
- ينس سورينسن على موقع أوليمبيديا (الإنجليزية)